# Ottenbach, Baden-Württemberg
Ottenbach är en kommun och ort i Landkreis Göppingen i regionen Stuttgart i Regierungsbezirk Stuttgart i förbundslandet Baden-Württemberg i Tyskland.
Kommunen ingår i kommunalförbundet Eislingen-Ottenbach-Salach tillsammans med staden Eislingen/Fils och kommunen Salach.